# 蒂姆·德泽乌
彼得·提莫塞烏斯·「蒂姆」·德泽乌 （荷蘭語：Pieter Timotheus "Tim" de Zeeuw, 1956年5月12日—），男，荷兰天文学家，研究领域为星系形成。

## 生平
1956年出生在荷兰德伦特省，1976年获得莱顿大学数学学位，1977年获得天文学学位。1984年获得莱顿大学天文学博士学位。1984年开始在美国工作，刚开始就职于普林斯顿高等研究院，担任长期项目会员。
1990年返回荷兰在莱顿作为理论天文学教授。2003年被任命为莱顿天文台科学主任，2007年9月开始，担任欧洲南方天文台董事会秘书长。
2022年10月因不当行为及性骚扰被停职。

## 荣誉
2010年被美国天文学会动力天文学授予布劳威尔奖 (动力天文学)。

## 家庭
妻子埃温·范迪斯胡克。